# Alfred Sarasin-Iselin

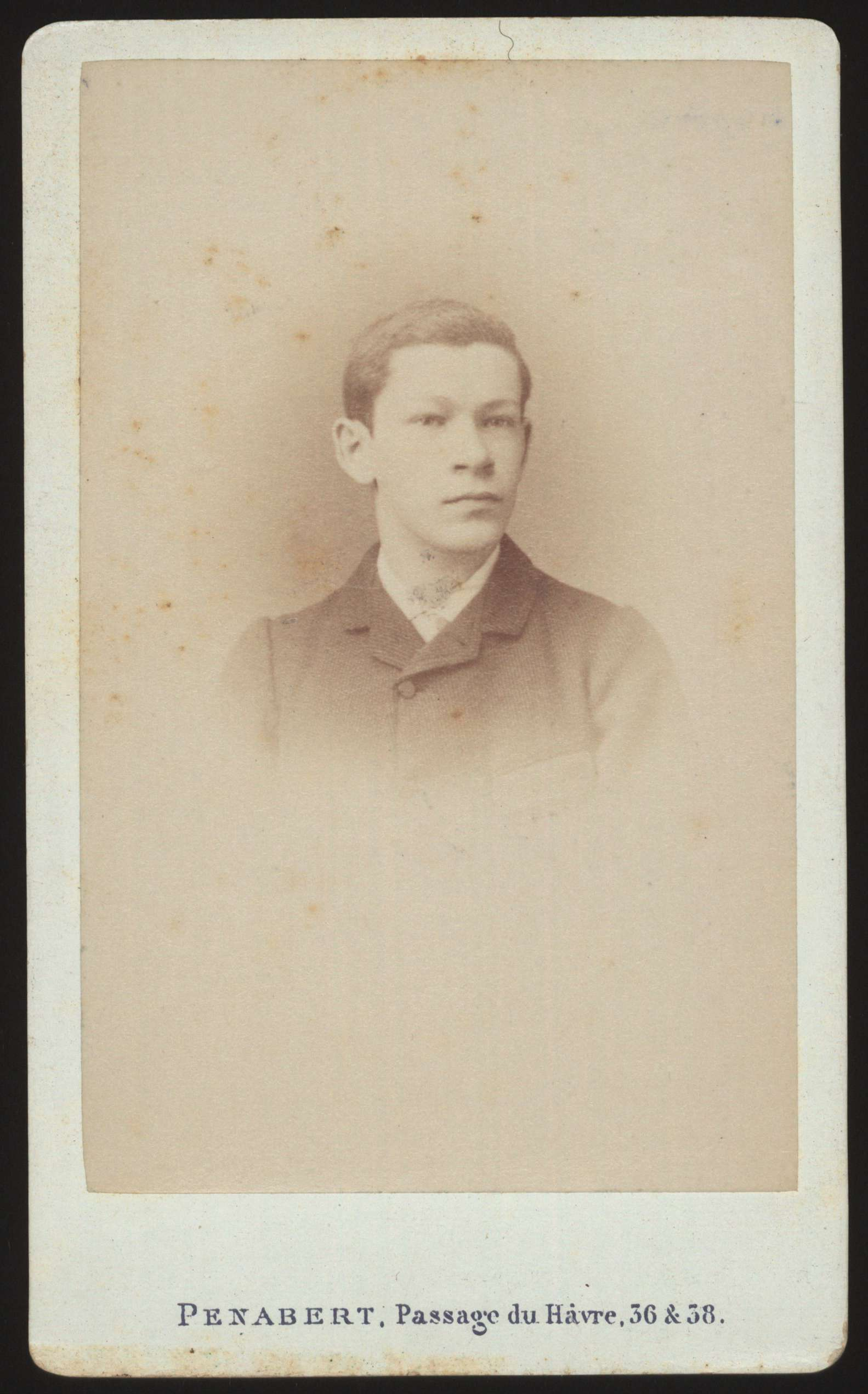
Alfred Sarasin-Iselin (zwischen 1880 und 1895)

Alfred Sarasin-Iselin (* 27. März 1865 als Alfred Sarasin in Basel; † 16. Dezember 1953 ebenda) war ein Schweizer Bankier und Politiker.

## Leben

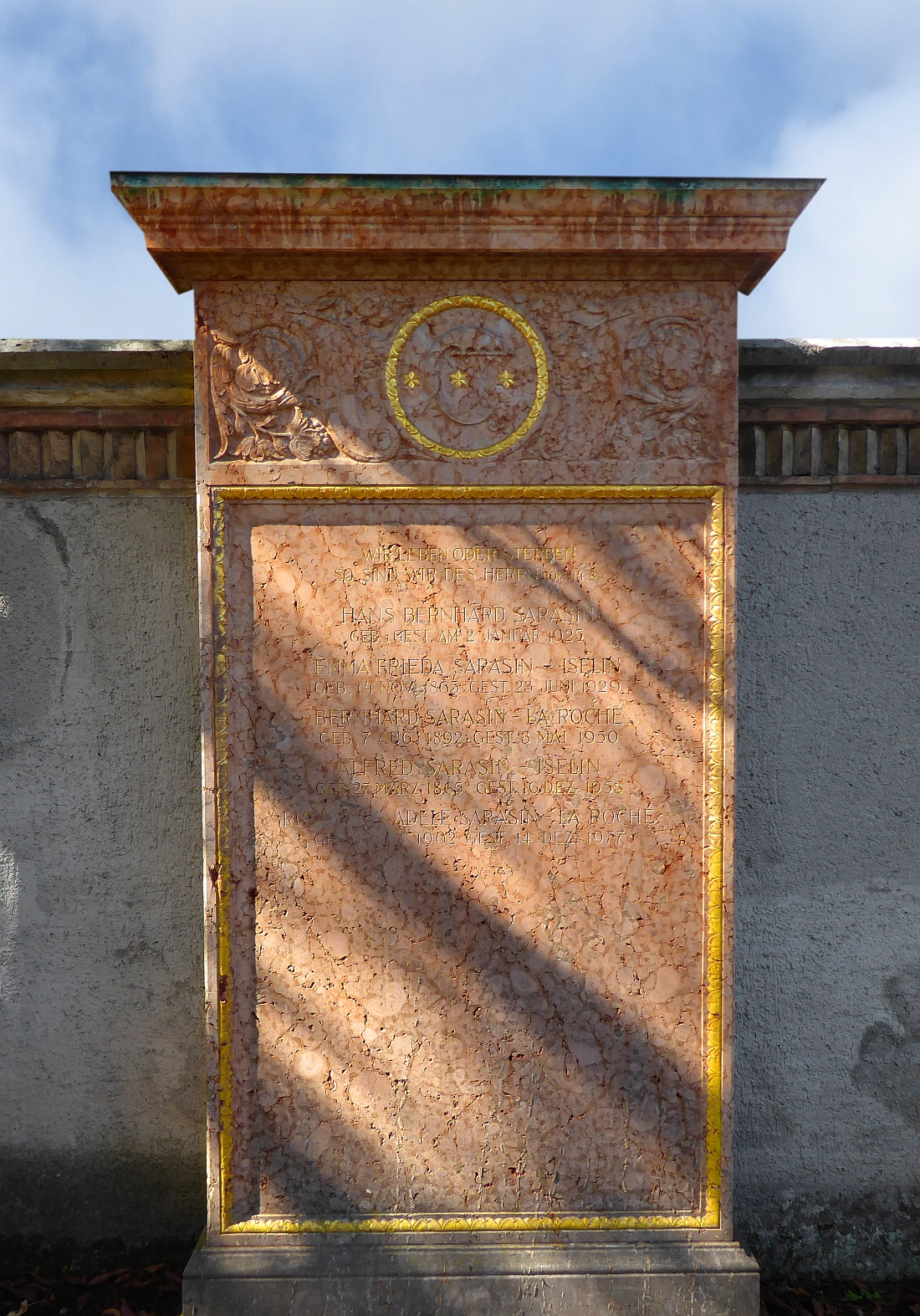
Familiengrab auf dem Basler Friedhof Wolfgottesacker

Alfred Sarasin wurde im Frühjahr 1865 als Sohn des Unternehmers und Politikers Karl Sarasin in Basel geboren. Er übernahm im Jahre 1900 das 1841 gegründete Bankgeschäft von Fritz Riggenbach und gründete mit Arthur Streichenberg-Mylius die Kollektivgesellschaft A. Sarasin & Cie. Unter seiner Führung entwickelte sich die Bank Sarasin zu einer der bedeutendsten Privatbanken auf dem Schweizer Finanzplatz.
Sarasin war ab 1890 mit der Fabrikantentochter Emma Frieda Iselin (1865–1929) verheiratet. Das Ehepaar führte den Doppelnamen Sarasin-Iselin. Aus dieser Ehe ging 1892 der Sohn Bernhard Sarasin(-La Roche) hervor, der 1950 frühzeitig verstarb. Nachfolger in der Leitung des Bankhauses wurde dessen Sohn Alfred E. Sarasin (1922–2005). Die Urenkel Alfred Sarasin-Iselins, die Schweizer Bankiers Erik, Andreas und Yves Sarasin, verkauften die Bank 2007 an die niederländische Rabobank. Die Rabobank verkaufte das Bankhaus wiederum an die Schweizer Safra Group in Genf.